# Xã Hereford, Quận Berks, Pennsylvania
Xã Hereford (tiếng Anh: Hereford Township) là một xã thuộc quận Berks, tiểu bang Pennsylvania, Hoa Kỳ. Năm 2010, dân số của xã này là 2.997 người.